# HD 49798
HD 49798 — рентгеновская двойная звёздная система в созвездии Корма, находящаяся на расстоянии около 650 парсек от Земли. Видимая звёздная величина системы составляет 8,3.
HD 49798 была открыта в 1964 году в качестве звезды класса O с пониженным содержанием водорода. Объект был идентифицирован как двойная звезда, но обнаружить компаньона тогда не получилось ни визуально, ни спектрально.
Белый карлик HD 49798 стал первой звездой, на котором был установлен факт сжатия белых карликов на ранней стадии эволюции.

## Обнаружение
В 1995 году в окрестностях звезды был обнаружен рентгеновский источник (обозначенный как RX J0648.0-4418). И только в 1997 году космический рентгеновский телескоп XMM-Newton смог найти излучающий объект. Этим объектом оказался белый карлик массой около 1,3 массы Солнца (M⊙), находящийся на орбите HD 49798. Период его вращения вокруг своей оси, судя по переменности его рентгеновского излучения, равен 13,18 секунд, тогда как орбитальный период системы — 1,55 суток.

## Эволюция системы
В 2017 году американские астрофизики промоделировали эволюцию системы и, согласно ей, HD 49798 образовалась 55 млн лет назад в виде пары звёзд, каждая из которых обладала массой в 7 M⊙. Одна из звёзд была немногим более массивной и проэволюционировала быстрее другой, и около 10 млн лет назад превратилась в красный гигант: внешние слои звезды расширились в десятки раз и остыли. Как следствие, красный гигант охватил соседнюю звезду и образовалась система с общей оболочкой: «единая звезда», в центре которой находилось два ядра. После внешние слои гиганта разлетелись в пространство и утянули за собой внешнюю оболочку соседней звезды, превратив её в редкий голубой субкарлик.
Падающее с звезды на белый карлик вещество при столкновении с поверхностью последнего переходит в тепло и тем самым разогревает её до высоких температур (около 350 000 К). У белого карлика имеется сильное магнитное поле, и поэтому вещество выпадает в основном на магнитные полюса и греет прежде всего их. Как следствие, разогретые полюсы излучают в рентгеновском диапазоне. Вместе с тем карлик вращается вокруг своей оси, и по этой причине система наблюдается как рентгеновский пульсар: яркие импульсы возникают каждый раз, когда «горячее пятно» на поверхности направлено на наблюдателя. Данный эффект позволил наблюдать в течение двух десятилетий за эволюцией вращения белого карлика.

## Изучение
Система HD 49798 рассматривается как кандидат на взрыв сверхновой типа Ia, который произошёл несколько тысяч лет назад.
О том, является ли объект белым карликом или нейтронной звездой, долго шли дискуссии. В первом случае объект становился самым быстрым вращающимся белым карликом среди известных. При этом рентгеновское излучение должно получаться благодаря аккреции на него вещества звёздного ветра от его звезды-спутника.
В 2010-х гг. астрономы обнаружили, что скорость вращения компактного объекта постоянно растёт на протяжении последних 20 лет. При этом излучение пульсирующее, что говорит о том, что источник образовался в результате взрыва массивной звезды — это может быть как нейтронная звезда, как и проэволюционировавшая звезда малой массы, сопоставимой с солнечной, то есть белый карлик. Период вращения сокращается на 7 наносекунд в год, что считается большим значением для такого объекта.
Если выпадающее на белый карлик со звезды-компаньона вещество переносит на него дополнительный момент импульса, то такие белые карлики могут ускорять свое вращение. В 2016 году итальянские астрономы сделали расчёт скорости ускорения карлика в HD 49798 и установили, что он ускоряется в ~100 раз быстрее, чем это предсказывается моделированием. В 2017 году российские учёные совместно с итальянским коллегой представили объяснение данного факта — сжатие карлика, в результате которого при сохранении момента импульса увеличивается скорость вращения. При этом в своей работе учёные представили строгую модель на основании теории строения белых карликов, которая допускает сжатие именно с таким темпом, какой соответствует данным наблюдений HD 49798.
Таким образом, белый карлик HD 49798 стал первой звездой, на которой был установлен факт сжатия белых карликов на ранней стадии эволюции. Это было установлено в 2017 году астрофизиками ГАИШ МГУ совместно с российскими и итальянскими коллегами, и данный результат был получен из наблюдений источника рентгеновского излучения HD 49798.